# Маркијан (син цара Антемија)
Флавије Маркијан ( грчки : Μαρκιανος, fl. 469–484) био је члан Лавове и Теодосијеве династије. Син западног цара Антемија, Маркијан је оженио Леонтију, ћерку источноримског цара Лава I . Два пута је био конзул, а 479. године безуспешно је покушао да свргне цара Зенона .

## Биографија
Маркијан је био члан неколико римских царских породица. Његов отац је био Антемије, западноримски цар између 467. и 472. године, који је потицао од Прокопија, узурпатора  против цара Валенса (365-366) и рођака цара Јулијана (360-363). Маркијанова мајка била је Марција Еуфемија,  ћерка цара Маркијана (императора Источног Рима 450–457. године) са непознатом женом. Маркијан је имао три брата - Антемиола, који је умро у Галији 471. године, Прокопија Антемија и Ромула - и сестру Алипију, жену западног магистер милитум Рицимера .
Да би ојачао везе између Западног и Источног римског царства, Маркијан се оженио Леонтијом, ћерком источноримског цара Лава I и његове жене Верине (старија Леонтијева сестра, царица Аријадна, удала се за моћног генерала Зенона), и изабран је за конзула без колеге два пута, 469. и 472. године.
Након смрти цара Лава I, наследио га је Маркијанов нећак цар Лав II, син Зенона и Аријадне, али је млади цар умро исте године у доби од 7 година. Зенон, који је са сином био проглашен за заједничког цара, постао је једини источноримски цар, али многи нису поздравили његово наследство. Константинопољци су га, наиме, сматрали варварином због његовог исауријског порекла (чак је променио своје првобитно име Тарасикодиса у грчко Зенон), док су неки више волели Маркијана од њега јер је његова жена, Аријадна, рођена док је цар Лав I био сам обичан војник, док је Леонтија рођена након што је цар Лав I постао цар. Зенонову моћ оспорио је Василиск, Веринин брат, који је успео да збаци цара Зенона 475. године и држао власт годину дана пре него што је цар Зенон поново преузео престо.
Године 479. Маркијан је покушао да свргне цара Зенона. Уз помоћ своје браће Прокопија Антемија и Ромула, окупио је трупе сачињене од грађана и странаца у кући једног Цезарија, јужно од Теодосијевог форума у Цариграду, а одатле су истовремено кренули на царску палату и на кућу  Илуса, исаурског генерала који је подржавао цара Зенона. Цар је умало пао у руке побуњеницима, који су током дана савладали царске трупе, које су напали и грађани са кровова својих кућа. Међутим, Ил је током ноћи довео у град исауријанску јединицу смештену у оближњој Халкедонији и искрварио Маркијанове војнике, који су дозволили цару Зенону да побегне. Следећег јутра Маркијан, схватајући да је његова ситуација очајна и да појачање готског генерала Теодорика Страбона неће стићи на време, склони се у цркву Светих апостола, али је ухапшен са својом браћом.
Са браћом је послат у Кесарију у Кападокији. Уз помоћ неких монаха покушао је да побегне, али је, док су његова браћа успела, био ухваћен и приморан да се замонаши у Тарзу (Киликија),  или заточен у Исаврији, у тврђави Папурије. Покушао је да побегне и други пут, и овога пута је успео, али, након што је прикупио нове трупе и напао Анкиру, био је поражен и заробљен од стране Трокунда, Илусовог брата.
Ил је 484. године, организовао побуну против цара Зенона. Пошто није хтео да узме пурпур за себе, ослободио је Маркијана и прогласио га за цара. Ил је ослободио и Верину (Зенон ју је претходно протерао), али је потом одлучио да свргне Маркијана и уздигне Леонтија на престо; Маркијан је тада послат у Италију да затражи Одоакарову помоћ.